# Муниципальное образование город Вольск
Муниципальное образование город Вольск — городское поселение в Вольском районе Саратовской области Российской Федерации.
Административный центр — город Вольск.

## История
Статус и границы городского поселения установлены Законом Саратовской области от 27 декабря 2004 года № 86-ЗСО «О муниципальных образованиях, входящих в состав Вольского муниципального района».

## Население
| 2009    | 2010    | 2011    | 2012    | 2013    | 2014    | 2015    |
| ------- | ------- | ------- | ------- | ------- | ------- | ------- |
| 68 160  | ↘66 508 | ↘66 375 | ↘65 774 | ↘65 163 | ↘64 558 | ↘64 347 |
| 2016    | 2017    | 2018    | 2019    | 2020    | 2021    |         |
| ↘64 315 | ↘63 947 | ↘63 212 | ↘62 195 | ↘61 943 | ↘60 340 |         |

## Состав городского поселения
| № | Населённый пункт | Тип населённого пункта        | Население |
| - | ---------------- | ----------------------------- | --------- |
| 1 | Вольск           | город, административный центр | ↘55 035   |
| 2 | Клёны            | железнодорожная станция       |           |
| 3 | Клёны            | рабочий посёлок               |           |
| 4 | Шиханы-2         | посёлок                       |           |
| 5 | Шиханы-4         | посёлок                       |           |